# 몬스터 헌터 스토리즈 2: 파멸의 날개
《몬스터 헌터 스토리즈 2: 파멸의 날개》는 캡콤과 마벨러스가 개발하고 캡콤이 배급한 롤플레잉 비디오 게임이다. 마이크로소프트 윈도우 및 닌텐도 스위치 플랫폼으로 제작돼 2021년 7월 9일 전세계로 동시발매됐다. 《몬스터 헌터》 시리즈의 외전으로 2016년작 《몬스터 헌터 스토리즈》의 후속작이다.

## 개발 및 출시
2020년 9월 17일, 닌텐도의 방송 닌텐도 다이렉트 미니: 파트너 쇼케이스를 통해 《몬스터 헌터 스토리즈 2》가 처음 발표됐다. 이후 《몬스터 헌터》 주제의 닌텐도 다이렉트에서 추가 정보가 공개됐다. 이 날 방송에서 이야기의 자세한 정보와 《몬스터 헌터 라이즈》와의 연동 기능 등이 공개됐다. 이후 그 해 도쿄 게임쇼에서 게임에 대한 추가 정보를 발표했다.
2021년 7월 9일, 《몬스터 헌터 스토리즈 2》는 마이크로소프트 윈도우 및 닌텐도 스위치로 전세계로 동시발매됐다.

## 참조

### 내용주
1. ↑  일본어: モンスターハンターストーリーズ2：破滅の翼, 영어: Monster Hunter Stories 2: Wings of Ruin